# Oreocereus ritteri
Oreocereus ritteri là một loài thực vật có hoa trong họ Cactaceae. Loài này được Cullman mô tả khoa học đầu tiên năm 1958.